# Danny Wilson (gruppo musicale)
Danny Wilson sono una band scozzese di musica pop, formata dai fratelli Gary e Kit Clark. 
Il nome del gruppo è un riferimento al film del 1952 Meet Danny Wilson interpretato da Frank Sinatra.
La loro canzone più celebre è il loro singolo d'esordio Mary's Prayer, riportata al successo dalla colonna sonora del film Tutti pazzi per Mary nel 1998.
Dopo lo scioglimento del gruppo Gary Clark ha inciso un disco da solista "Ten Short Songs About Love" (1993). Ha in seguito suonato nei King L insieme a Neil MacColl (Bible, Liberty Horses) e nei Transister e ha successivamente scritto e prodotto brani per Natalie Imbruglia, Liz Phair, Nick Carter, Ashley Parker Angel, k.d. lang, Ferras, Melanie C e Emma Bunton.

## Discografia

### Album
- Meet Danny Wilson (1987)
- Bebop Moptop (1989)
- Sweet Danny Wilson (1992) - Raccolta

### Singoli
- "Mary's Prayer" (1987/1988)
- "Davy" (1987/1988)
- "A Girl I Used to Know" (1988)
- "The Second Summer Of Love" (1989)
- "Never Gonna Be the Same" (1989)
- "I Can't Wait" (1990)
- "If You Really Love Me (Let Me Go)" (1991)